# اصطفن بن بسيل
اصْطَفَن بن بَسِيل(1) هو ترجمانٌ عاش في القرن الثالث الهجري؛ أي القرن التاسع الميلادي. كان تلميذًا للطبيب حنين بن إسحق، فكان يُترجم من اللغة اليونانية إلى اللغة العربية، وله يعود ترجمة كتاب المقالات الخمس لديسقوريدوس في عهد المتوكل العباسي.
يذكر كتاب «تاريخ النبات عند العرب» لأحمد عيسى بأنَّ «إصطفن بن بسيل كان يُقارب حنين بن إسحاق في النقل، إلا أنَّ عبارة حنين أفصح، وأحلى»، كما يذكر «لم يستوفِ إصطفن الأسماء العربية كلها لعدم معرفته ما يقابل اليونانية منها، وآمل أن يتم من يأتي بعده الفراغ الذي تركه».

## الهوامش
- «1»: كما تُشير له المؤلفات باسم: أسطفن بن باسيل وأسطفان بن باسيل وغيرها. تُشير له المؤلفات الإنجليزية باسم "Stephan ben Basil"، أما المؤلفات الفرنسية باسم "Etienne Fils de Basil".[3]